# Canjáyar
Canjáyar és un municipi de la província d'Almeria, Andalusia. L'any 2006 tenia 1.561 habitants. La seva extensió superficial és de 67 km². Les seves coordenades geogràfiques són 37° 00′ N, 2° 44′ O. Està situada a una altitud de 618 metres i a 47 kilòmetres de la capital de la província, Almeria.

## Demografia
| 1996  | 1998  | 1999  | 2000  | 2001  | 2002  | 2003  | 2004  | 2005  | 2006  |
| ----- | ----- | ----- | ----- | ----- | ----- | ----- | ----- | ----- | ----- |
| 1.783 | 1.728 | 1.694 | 1.667 | 1.656 | 1.618 | 1.582 | 1.575 | 1.573 | 1.561 |